# مامان (فیلم ۲۰۱۷)
مامان (به هندی: Mom) فیلمی محصول سال ۲۰۱۷ و به کارگردانی راوی اودیوار است. در این فیلم بازیگرانی همچون سری دوی، نوازالدین صدیقی، آکشای کانا، سجلال علی، عدنان صدیقی و تریپتی دیمری ایفای نقش کرده‌اند.